# روبي لافوون
وُلد روبي لافوون (بالإنجليزية: Ruby Laffoon)‏ في الخامس عشر من يناير عام 1869 وتوفى في الأول من مارس عام 1941. وهو أحد الساسة الأمريكان الذي شغل منصب الحاكم رقم 43 لولاية كنتاكي في الفترة من 1931 حتى 1935. ترك لافوون كنتاكي في السابعة عشرة من عمره منتقلا إلى العاصمة واشنطن ليعيش مع عمه عضومجلس النواب الأمريكي (بولك لافوون).عاد لافوون إلى كنتاكي مرة أخرى بعد أن زاد اهتمامه بالسياسة وسجلت تجاربه السياسية في الانتخابات خلال تلك الفترة مزيجًا من النجاح والفشل سواء على الصعيد المحلي أو غيره. اختاره مؤتمر الترشيح عام 1931 ليكون المرشح الديمقراطي لحكم كنتاكي وذلك بعد أن كانت الانتخابات المبدئية هي من يتولى عملية الترشيح. وبهذا يكون لافوون هو المرشح الوحيد لحكم ولاية كنتاكي الذي يتم اختياره من قبل مؤتمر الترشيح منذ عام 1903. ويذكر أن لافوون قد تغلب على المرشح الجمهوري (ويليام هاريسون) وهو بمثابة انتصار عظيم في تاريخ حكم كنتاكي.
يذكر أن لافوون قد واجه مشكلات اقتصادية متعلقه بأزمة الكساد الكبير في أمريكا. وتبنى إصدار أول قانون لضريبة المبيعات بالولاية في سبيل تزويد الخزانة بعوائد إضافية وهي القضية التي شغلته طوال فترة ولايته الأمر الذي جعل الولاية في حالة انقسام ما بين الحزب الديمقراطي الرسمي للولاية وحزب لافوون الديمقراطي. عارض نائب حاكم كنتاكي (ألبرت تشاندلر) قانون الضرائب الذي تبناه لافوون وذلك أمام الهيئة التشريعية رُفض على إثرها القانون في جلستين متتابعتين من جلسات الهيئة التشريعية ونتيجة لذلك قام لافوون بتزوير تحالف بين الحزبين الجمهوري والديمقراطي للحصول على موافقه على تفعيل القانون وقد تم ذلك خلال جلسة خاصة عقدت عام 1934.
استمر العداء بين تشاندلر ولافوون طوال فترة ولاية الأخير مؤثراً بذلك على نتيجة انتخابات عام 1935. وكان من المنصوص عليه في الدستور ذلك الوقت أن الحاكم لا شأن له بتعيين نائبه الأمر الذي جعل لافوون يدعم توم ريا لخلافته بل وأقنع الديمقراطيين بعقد مؤتمر ترشيح مرة أخرى لتحديد مرشحهم للحكم وكان هذا بالطبع سيدعم موقف ريا المرشح المختار بعناية من قبل لافوون لولا أن طلب تشاندلر عقد جلسة تشريعية خاصة للنظر في أمر مشروع قانون الانتخابات الأساسي الإلزامي. قطع حينها لافوون زيارته إلى واشنطن لإلغاء هذا الطلب ولكن دون جدوى فقد اعتمدته محكمة استئناف كنتاكي وضمته إلى لائحة قوانين الانتخابات. فاز تشاندلر على ريا في الانتخابات المبدئية ليخلف لافوون الذي عاد إلى مدينته الام ماديسونفيل حيث تُوفي بها عام 1941 بعد أن أصيب بسكتة دماغية. ومما يذكر عن فترة حكم لافوون هو منحه الكنتاكي كولونيلز لعدد هائل من الاشخاص والكنتاكي كولونيلز أوعقداء كنتاكي هي لجنة فخرية تعقدها الولاية تكريماً لمن ساهم في رفع شأن الولاية من الأفراد وكان (هارلاند ساندرز) من ضمن الحاصلين على هذا التكريم وقد احتفظ بلقب كولونيل عند فتحه لسلسلة مطاعم دجاج كنتاكي المعروفة.

## نشأته
ولد روبي لافوون في الخامس عشر من يناير عام 1869 بكوخ خشبي بمدينة مديسونفيل. وهو الابن الثالث لجون بيلدسو ومارثا هنريتا. ويقول كاتب سيرة لافوون فيرنون جبسون أن والديه لم يختارا له اسما لعدة سنوات مكتفين أن ينادونه ببد  وقد غير لافوون اسمه بعد ذلك إلى روبي مثل اسم جون إدون روبي صاحب متجر البقالة الذي لطالما تردد لافون عليه.
كان أفراد عائلة لافوون مزارعين في الأصل إلاأن ذلك لم يمنع من اهتمامهم بالسياسة. ففي عام 1815 هاجر جون بيلدسو جد لافوون إلى ولاية ساوث كارولينا حيث شغل هناك منصب عضو مجلس النواب بالولاية لفترة واحدة. كما شغل والده منصب نائب شريف لعدة فترات بمقاطعة (هوبكنز) وقاض للمقاطعة لفترة واحدة. وخدم بولك لافوون عم روبي لافوون في الكونغرس الأمريكي وذلك لفترتين.
تلقى لافوون تعليمه في المدارس الحكومية بمديسونفيل. وكانت شقيقته سوزان لافوون ذات السادسة عشر عاماً هي إحدى معلماته بالمدرسة. أصيب لافوون عندما كان في الخامسة عشر بركلة في فخذه من أحد البغال أثناء حرث الحقل نقل على إثرها إلى مستشفي (ناشفيل) ومكث بها ستة أسابيع. وفي شتاء العام ذاته انزلق من على الجليد على الفخذ نفسه ونتيجه لهذه الإصابات أصبحت ساقه اليسرى تطول ساقه اليمنى بمقدار بوصتين ونصف وهو ما تطلب منه ارتداء حذاء خاص واستخدام عصا وطرف لبقية حياته. بعد الإصابة أدرك والداه انه لن يتمكن من العمل في الحقل لذا أرسلوه إلى مدرسة W.C.O بريان الخاصة. وفي السابعة عشر من عمره عين مدرسا في مدراس (تشارلزتون) العامة بمقاطغة هوبكنز.

## عمله السياسي والقانوني
انتقل لافوون للعيش مع عمه النائب بولك لافوون في واشنطن عام 1886 حيث عمل ساعي بريد بمكتب القاضي فاولكنر مدير مكتب المعاشات. في سبتمبر 1887 التحق لافوون بكلية الحقوق جامعة كولومبيا والتي كانت النواة لإنشاء كلية القانون بجامعة واشنطن كما أكد فيرنون جبسون. وفي السابع عشر من أكتوبر عام 1888 تم قبوله بجامعة واشنطن أند لي حيث حصل منها على شهادة في القانون عام 1890. عاد لافوون إلى ماديسونفيل بعد أن انضم لنقابة المحاميين وبدأعمله بمكتب القاضي ويليام يوست. أصبح بعد ذلك عضواً فعالاً بالحزب الديمقراطي وكان ضمن منظمي انتخابات مقاطعة هوبكنز. اُختير عام1892 ليكون ممثلاً للمدينة، وفي عام 1894 سعى لافوون إلى أن يكون مندوباً عن مقاطعة هوبكنز إلا أنه خسر أمام روى سالمون بفارق سبعة عشر صوت.
تزوج لافوون من ماري أو «ماي» براينت نيسبيت في الحادى والثلاثين من يناير عام 1894 بفندق لوسيل بماديسونفيل وأصبح لديهما ثلاث بنات. لم تكتف ماى بمساندة زوجها في مسيرته السياسية وإنما عُرفت هي أيضاً بنشاطها السياسي حيث شاركت بشكل كبير في جميع المؤتمرات الوطنية الديمقراطية التي عقدت في الفترة من 1932 وحتى 1960 كماشاركت بشكل فعال في الحملة الدعائية للرئيس الأمريكي (فرانكلين روزفلت) في سباقه الرئاسي الأول. أصبح لافوون مساهماً بشركة فينيكس للتأمين في فرعها يماديسونفيل وذلك عام 1897 لزيادة دخل الأسرة وقد باع نصيبه فيها عام 1901 وفي العام ذاته خاض انتخابات تمثيل المقاطعة للمرة الثانية وفاز فيها على توماس فينللي حيث حصل لافوون على 3335 صوتاً في حين حصل فينللي على 2910. ولأول مرة في تاريخ هوبكنز اُنتخب لافوون كنائب للمقاطعة للمرة الثانية.
في عام 1907 أراد لافوون الحصول على منصب أمين مخازن المقاطعة وقد لاقى قبولاً في الانتخابات المبدئية بالحزب الديمقراطى بيد أن الحزب بأكمله قد اخفق في الانتخابات العامة. وقد خسر لافوون عام 1907 أمام هنرى بوسورث في الانتخابات المبدئية لمنصب المدقق الحسابي. واُنتخب في العام ذاته ليكون أحد ممثلي هوبكنز في المؤتمرالديمقراطي للولاية. صدر عام 1912 ضمن تشريع الولاية قانوناً بإنشاء ما يعرف باسم «مجلس الدولة للتصنيف التأميني» ليعمل تحت إشراف المدقق الحسابي للولاية وقد عين بوسورث لافوون رئيساً لهذا المجلس لخبرته في مجال التأمين إلى جانب مكافئته على ولائه للحزب. أراد لافوون ان يكون نائباً لل (كومنولث) عام 1915 بالدائرة القضائية الرابعة التي تشمل مقاطعات: هوبكنز وكلادويل وكريتندين وليفنجستون إلا أنه خسر امام (إليوت بيكر) في الانتخابات المبدئية بينما فاز المرشح الجمهوري تشارلز فيجرسن في الانتخابات العامة.
انتقل لافوون إلى (سان أنطونيو) بتكساس عام 1918 حيث أنشأ هناك مكتب محاماة كما قام بتجارة الموالح بالقرب من جلفستون. وعلى الرغم من قرار لافوون بالاستقرار هناك فإن أصدقاءه أقنعوه بالعودة إلى كنتاكي مرة أخرى أثناء إحدى زياراته العائلية وبالتالي اُضطر إلى العودة بعد ثلاثة أشهر فقط بتكساس. وفي عام 1921 رشح لافوون نفسه ليحظى بأحد مقاعد الدائرة الرابعة للمحكمة المتنقلة بالمقاطعة وتغلب على مرشح (برينستون)ترايس بينيت في الانتخابات المبدئية ثم واجه مرشح (ماريون) الجمهورى كارل هندرسون الذي انتصر عليه لافوون في الانتخابات العامة في التاسع من نوفمبر عام 1921 بتأييد كافة مقاطعات الدائرة. يُذكر أن محكمة استئناف كنتاكى ردت سبعة في المائة فقط من القرارات التي اتخذها لافوون إبان فترة ولايته الأولى وهو رقم قياسى للدائرة الرابعة في ذلك الوقت. وقد اُنتخب لافوون بعدها لفترة ولاية ثانية تقدر بستة اعوام 1927.

## حاكم ولاية كنتاكى
في عام 1939 سعى لافوون إلى الترشح لانتخابات الولاية عن الحزب الديمقراطي ونتيجة لبعض الانقسامات الداخلية بالحزب اختار اعضاؤه عقد ما يعرف ب«مؤتمر ترشيح» الذي لم يعقد منذ عام 1903 لاختيار مرشحهم لحكم الولاية بدلاً من الانتخابات المبدئية وكان ذلك المؤتمر هو الأول من نوعه الذي يعقده الديمقراطيون بعدالمؤتمر الاخير الذي عقد بساحة الموسيقى ورُشح فيه ويليام جوبيل عام 1899. عُقد المؤتمر بليكسينجتون في الثانى عشر من مايو عام 1931 وحظى لافوون بدعم عدد كبير من القادة ذوى النفوذ منهم:(بن جونسون)وتوماس رياومارفيل ميليس لوجان وآلي يونجوويليام جاسون فيلدز. وقد اُختير لافوون بأغلبية ساحقة متفوقاً بذلك على عدد لا يًحصى من المرشحين فيما بينهم نائب المحافظ جيمس بريت هيت وبطل كرة قدم «سنتركولدج» جيمس ريد روبيرتس.
شن لافوون حملة انتخابية قوية دون أن تعرقله إعاقته الجسدية عن المواصلة وأثناء توقف الحملة كان يمزج الخطاب السياسي ببعض آيات الإنجيل. اعترضت صحيفة كوريار بلويسفيل على أسلوب لافوون في حملته لذلك منحت تاييداً مبدئياً للمرشح الجمهوري ويليام هاريسونعمدة لويس فيل. توعد لافوون أنه في حال انتخابه سيقوم بفصل جميع مسئولي الحكومة المنتمين للحزب الجمهوري والمعينين من قبل (فليم سامبسون)وذلك بعد ان أطلق عليه الحاكم الجمهوري السابق لكنتاكي إدوين مورو لقب «التركي المرعب لماديسونفيل» إشارة منه إلى المصارع العثماني المحترف كوجه يوسف الذي حاز على عدة ألقاب في أوروبا والولايات المتحدة حتى لقب ب«التركي المرعب». وضع لافوون عدة أسباب لضرورة انتخاب مرشح ديمقراطي أهمها فشل حكومة سامبسون الجمهورية إلى جانب فترة رئاسة هربرت هوفر التي لم تخلُ من كثرة المشكلات. تمكن لافوون من التغلب على هاريسون في الانتخابات العامة بفارق 27 ألف صوت وهو أكبر فارق فوز في تاريخ حكم كنتاكي.
نظم لافوون بعد فترة وجيزة من توليه الحكم نظام كنتاكي كولونيلز أو عقداء كنتاكي وهو عبارة عن منظمة خيرية أو لجنة فخرية تمنح مكافآت للأفراد الذين يعملون على رفعة الولاية فيحصلون على لقب كولونيل كلقب فخرى. وقد منح لافوون هذا اللقب التشريفي لعدد من المواطنين يقدر ب 2368 مواطن وهو عدد لم تشهده كنتاكي من قبل. ومن أشهر الحاصلين على هذا اللقب (هارلاند ساندرز)الذي احتفظ به عند فتحه لسلسة مطاعم دجاج كنتاكي المعروفة بالإضافة إلى عدة أشخاص آخرين مثل: ماي ويست وشيرلي تيمبل وكلارك جابل وبينج كروسبيوويل روجيروفريد استايرو (جين هارلو)ومارى بيكفوردوشارلي تشابلن وجاك ديمبسيو ويليام كلود داكنفيلد.

### الخلاف حول مشروع قانون ضريبة المبيعات
واجه لافوون عدة صعوبات اقتصادية أثناء فترة الكساد الكبير. واقترح عدداً من الإصلاحات إلا أن ميزانية الدولة في ذلك الوقت لم تسمح بتنفيذها. حاول لافوون خلال عامه الأول أن يخفف العبء عن ميزانية الدولة بتخفيض مبلغ 11.5 مليون دولار إلا أن المشكلة لم تحل بشكل كامل. أصدرت الولاية سندات ذات عائد لتغطية ديونها وفي عام 1931 شكلت تلك السندات 24.2 بالمائة من إيرادات الولاية وارتفعت النسبة إلى 40.2 بحلول عام 1932. وفي سبيل جمع المزيد من الاموال اقترح لافوون عام 1932 فرض ضريبة بعائد 2 في المائة على المبيعات ولم يلق هذا الاقتراح ترحيباً كبيراً من التجار والمواطنين وجمعية كنتاكي العامة. وفي الثانى من مارس عام 1932 داهم مائة فرد من معارضي الضرائب قصر الحاكم مسفراً هجومهم عن عن تدمير بعض المحتويات بالداخل. ولرغبة لافوون في عدم إلغاء فرض الضرائب وافق على تخفيض النسبة لتكون واحد في المائة بدلاً من اثنين في المائة وقد مُرر الاقتراح  على الجمعية العمومية ورفضت لجنة من مجلس الشيوخ أن يخضع الاقتراح للتصويت
تصغير|"هابي تشاندلر" نائب لافوون في الحكم وهوالذي عارض اقتراح لافوون في مشروع ضريبة المبيعات

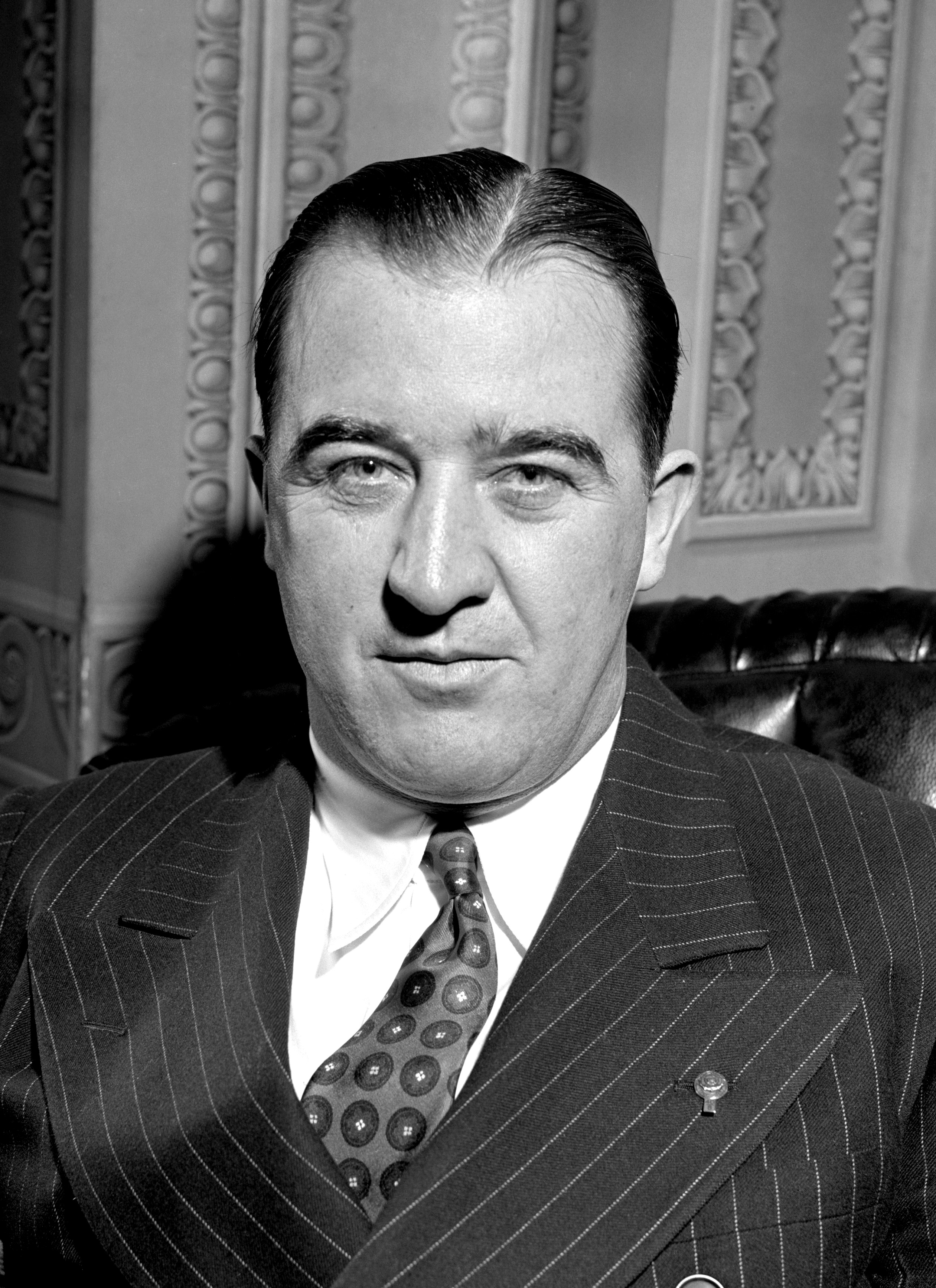
هابي تشاندلر نائب لافوون في حكم كنتاكى وقد عارض مقترح لافوون بشان مشروع ضريبة المبيعات

تسبب اقتراح ضريبة المبيعات في حدوث صدع في الحزب الديمقراطي بشكل عام وفي إدارة لافوون للولاية بشكل خاص فقد شن ألبرت تشاندلر نائب حاكم كنتاكي حملة معارضة ضد هذا الاقتراح في الهيئة التشريعية بوصفة رئيس مجلس الشيوخ وقد دعم المفوض بن جونسون موقف تشاندلر مثلما أيدآيلي يونج لافوون سابقاً. ورداً على ذلك اعترض لافوون على تخصيص مبلغ سبعة ملايين دولار لخفض قيمة الضريبة العقارية وذلك في نهاية الجلسة التشريعية. وقد جاء ضمن التشريعات القليلة للجلسة بعض المخططات لإعادة تنظيم عمل المؤسسات ومنها تحويل مجلس الدولة للجمعيات الخيرية إلى هيئة حزبية وعدم قصر إدارة لجان الصيد والألعاب الرياضية على الرياضيين. كما طًرح في نهاية الجلسة بشكل سريع مشروع إعادة تقسيم المناطق إدارياً مقللاً بذلك من عددأحياء الكونغرس إلى 9 احياء من أصل أحد عشر حى طبقاً لأحدث إحصائيات أجراها مكتب التعداد إلا أن جرائم التزوير التي تُرتكب في تلك الإحصائيات حالت دون تنفيذ المشروع وتطبيقه في انتخابات الكونغرس 1932 وبالتالى لم يكن هناك شروط لانتخاب ممثلي كنتاكى ذلك العام. وتعليقاً على ذلك الحدث، وصفت إحدى عناوين جريدة كوريار جلسة 1932 ب«أسوأ الجلسات التشريعية في تاريخ كنتاكي».
جاء رد لافوون على الأزمة الاقتصادية بمنح القطاع البنكي عطلة أربعة أيام تبدأ في الأول من مارس عام 1933  وقد مد العطلة مرتين لتنتهي في الثامن عشر من مارس. ورداً على الشكاوى الخاصة بانخفاض أجور المزارعين أغلق لافوون الأسواق التي تتاجر في تبغ بيرلى في ديسمبر ذلك العام. كشفت الإحصائيات انه في نهاية العام المالي 1932 تكبدت الولاية ديون تقدر باثني مليون دولار كما عجزت كنتاكي عن تأمين المساعدات المالية في إطار «العهد الجديد» للرئيس الأمريكى فرانكلين روزفلت لأن الولاية لطالما فشلت في جمع الأموال المطلوبة.
على الرغم من عزم لافوون على تطبيق مشروع ضريبة المبيعات فإنه تعهد بعدم طلب انعقادجلسة تشريعية خاصة للنظر في المسألة، إلا انه في أغسطس عام 1933 طالب بانعقاد جلسة خاصة لطرح مسألة «إجمالي ضريبة الإيرادات» التي هي بالضرورة مسمى آخر لضريبة المبيعات على طاولة المناقشة. قاد كل من (تشاندلر)وجونسون حملة المعارضة مجدداً ضد خطة لافوون ورد لافوون على معارضتهم هو الآخر بدعمآلي يونج وممثل الولايات المتحدة (جون براون) الذي عُرف بتأثيره منقطع النظيرعلى قرارات البرلمان. وقد اتهم لافوون المعارضة أنها مدعمة من قبل مجموعة من يهودي نيويورك، وعلى الرغم من بلاغة لافوون فقد قوبل المشروع بالرفض مجدداً.
انقسمت الجمعية العامة لكنتاكي على نفسها إلى ثلاث فئات ظهرذلك أثناء اجتماعها الذي عقد عام 1934 حيث مثل حوالي ثلث الأعضاء الحزب الجمهوري وثلث آخر مثله ديمقراطيون من مؤيدي للافوون في حين مثل الثلث الاخير معارضي لافوون من الديمقراطيين. وللإيفاء بوعد القيام بتطويرات جديدة في الاحياء التي تتبع الحزب الجمهوري شكل لافوون والزعيم السياسي توم ريا تحالفاً مشتركاً مع الجمهوريين. وقد نجح ذلك التحالف الثنائي في تشريع العديد من الإجراءات التي أفاد منها التعليم ومنها إنشاء مجلس حكومي للتعليم العالي ومد العام الدراسي ستة أشهر أو ما يزيد إلى جانب الحضور الإلزامي للطلاب حتى سن السادسة عشر. وقد أسفر عن التحالف أيضاً الحصول على إيرادات إضافية من خلال رفع قيمة الضرائب على الويسكي إلى خمسة سنتات بعد أن كانت سنتين فقط للبرميل الواحد وقد ساعد التحالف كذلك على إصدار قانون حكومي يقتضى بتخفيض عدد اللجان والهيئات بالولاية من 69 إلى 24 فقط مقللاً بذلك من عدد الموظفين وتكون النتيجة توفير مبالغ طائلة من الرواتب التي كانت تُصرف سابقاً. وبالنظر إلى الهدف الجوهري من هذا المشروع نجده رغبة لافوون في التخلص من أعدائه السياسيين حيث قيد المشروع من سلطة نائب الحاكم والمدقق الحسابي وكل منهما خصم للافوون وحيث إن مشروع القانون الجديد قد أعطى للحاكم صلاحيات إقالة أي مسئول بالولاية فقد أُقيل نائب الحاكم من منصب رئيس مجلس شيوخ كنتاكي.
بعد أن انتصر لافوون على خصومه من معارضي مشروع ضرائب المبيعات حث المشرعون على تخفيض قيمة الدخل والضرائب المفروضة على السيارات التي اعتقد أنها ستكون المصدر الوحيد للأرباح. استجابت الجمعية العامة للاقترح وفي يوليو 1934 طلب لافوون انعقاد جلسة أخرى للنظر في المسألة. وقد نظم مؤيدو المشروع مظاهرات ومسيرات تدعم التنفيذ وعلى صعيد آخر انطلق ما يقرب من مائة عاطل في مسييرات ب (فرانكفورت) مطالبين بالتخفيف المالى عن عاتقهم بل وهدد بعضهم بتصفية لافوون جسدياً الأمر الذي دفع الحرس الوطني بكنتاكي إلى التجمع حول مقر قصر الحاكم لحمايته. وعلى الرغم من أن معارضي المشروع استغلوا سياسة البرلمان في مماطلة التصديق على المشروع لصالحم فإن مشروع ضريبة المبيعات ذات الثلاثة في المائة صُدق عليه في نهاية الجلسة. ويذكر ان المشروع قد قوبل بالسخرية من خلال نشيد للأطفال يقول«هيب هوب هيب هوب... وأنت في أي محل... عشان تشترى بالون... لازم بنس ليك وبنس ليا وبنس لروبي لافوون». يذكر ان لافوون قد نُقل إلى مصحة علاجية عقب تلك الجلسة الخاصة لإصابته بالإعياء الشديد.

### دور لافوون في سباق الحكم لعام 1935
بينما قارب لافوون على إنهاء مدة حكمه أقال المفوض السامي بن جونسون من منصبه ليحل محله توم ريا  استعدادا لخلافة لافوون في الحكم. وبفضل نفوذ لافوون وريا عقد الحزب الديمقراطي مجددا مؤتمر ترشيح تجرى من خلاله انتخابات مبدئية لاختيار مرشحهم للحكم. ولان عددا من مؤيدي لافوون يملكون السيطرة على اللجنة المركزية الديمقراطية بالولاية وعدد من المنظمات السياسية فستكون الكفة الراجحة لحساب اختيار لافوون في مؤتمر الرابع عشر من مايو عام1935 بلكسنجتون.
سافر لافوون لمقابلة الرئيس الامريكى روزفلت بواشنطن في الخامس من فبراير عام 1935وعلى الرغم من أن سفره كان لطلب المزيد من المساعدات الاتحادية للولاية فإن خصومه قد أولو الامر إلى أنه أراد نقل صورة سيئة عن اللجنة المركزية التي لا تطبق قانون الانتخابات الميدئية الذي كان روزفلت قد أشار إلى ضرورة تنفيذه سالفًا. وفي الوقت الذي غاب فيه لافوون عن الولاية كان تشاندلر يقوم بأعماله وفقا لما ينص عليه دستور كنتاكي  وقد استغل تشاندلر ذلك لصالحه حيث قام بإصدار إعلان في السادس من فبراير يطالب الهيئة التشريعية بعقد جلسة خاصة في الثامن من فبراير تتضمن النظر في مشروع قانون الانتخابات المبدئية لاختيار مرشحي الحكم من كافة العناصر بالولاية. هرع لافوون إلى الولاية على إثر هذا الفعل وأصدر فور وصوله (آشلاند) في السابع من فبراير إعلاناً آخر يطالب بإلغاء إعلان تشاندلر غير أن قاضي مقاطعة فرانكلين قد أصدر إنذار قضائي ضد طلب لافوون واجتمعت مجموعة من القضاة المؤيدين للانتخابات المبدئية في الثامن من فبراير بفرانكفورت إلاأنهم لم يتمكنو من التوصل إلى نصاب قانوني في جلسات الثامن والتاسع والحادى عشر من فبراير وقد سعى ستة قضاة منهم في الجلسة الاخيرة إلى التوصل إلى حكم تفسيري للنظر فيماإذا كان طلب لافوون بالإلغاء قانونيًا أم لا. وقد أيدت محمكة دائرة فرانكفورت دعوى تشاندلر وأبطلت طلب لافوون كما أيدت محكمة استئناف كنتاكي والمحكمة العليا بالولاية القرار فيما بعد باغلبية 3-4.
حقق مجلسا الشعب والشورى بكنتاكي نصابًا قانونيًا في الثالث عشر والرابع عشر من فبراير على الترتيب. اقترح لافوون بعد فشله في المعركة السابقة ضد تشاندلر إجراء انتخابات مبدئية بشرط الإعادة في حالة تساوي المرشحين في عدد الاصوات بالاقتراع الأول. اعتقد البعض ومن ضمنهم تشاندلر أن اقتراح لافوون ليس إلا ليكون ضد حاكم كنتاكي السابق جون بيكهام الذي يعتقد لافوون أنه منافس شرس لريا في ترشيح الحزب. واعتقد معارضو الاقتراح أن الانتخابات المبدئية المزدوجة من الممكن أن تقلل من فرص بيكهام في الفوز ولكونهم قلة وُفق في نهاية الأمر على اقتراح لافوون وقد وقع عليه في 27 فبراير 1935.
أعلن سبعة مرشحون من بينهم ريا وتشاندلر تمثيلهم للحزب الديمقراطي ولم يكن بيكهام ضمن المرشحين لوفاة ابنه الوحيد مماأثرعلى الأسرة بشكل كامل وجعل زوجته رافضة تماما لفكرة خوض حملات سياسية مجدداً.ويذكر أنه قرب نهاية الحملة المبدئية عانى لافوون من الزائدة الدودية وتطلب منه الأمر اسئصالها مما جعله غير قادر على دعم ريا في حملته كما ان هناك مرشحين قد تركا السباق قبل الانتخابات.
يذكر انه في إحدى أيام الانتخابات المبدئية اصطحب المعاون العام دينهارت مجموعة من قوات الأمن الوطني إلى مقاطعة هارلان المعروفة بأحداث الشغب أثناء الانتخابات وهناك تم استجواب الناخبين وفحص صناديق الاقتراع والقبض على العديد من المخالفين للقانون وقد اعتبرت تلك الأعمال انتهاك سافر للأمر التقييدي الذي أصدره قاضي مجكمة الدائرة جيمس جلبرت الا أن دينهارت دافع عن نفسه بأنه ينفذ أوامر لافوون. وقد صرح دينهارت فيما بعد قائلا«لقد أوقفنا محاولة تزوير انتخابي لم يسبق لها مثيل في تاريخ كنتاكي فلولا وجودنا لحصل تشاندلر على خمسة عشر ألف صوت دون وجه حق». وق أُلقى القبض على دينهارت فيما بعد بتهمة إهانة المحكمة لانتهاكه الأمر التقييدي.
حصل ريا على أغلبية نسبية في الانتخابات المبدئية وجاء بعده تشاندلر في عدد الأصوات وتقابل الاثنان في انتخابات الإعادة في السابع من سبتمبر عام 1935  التي تغلب قيها تشاندلر على ريا محافظًا بذلك على فرصة ترشحه لمنصب الحاكم. حاول الرئيس روزفلت الإصلاح بين لافوون وتشاندلر رغبة منه في عدم خسارة أصوات الحزب الديمقراطي في الانتخابات الرئاسية 1936 ولكن دون جدوى. وتسبب كل من لافوون وريا في حدوث انشقاق بالحزب عندما أعلنا تأييدهما للمرشح الجمهوري كينج سووب. وعلى الرغم من خسارة تشاندلر لتأييد أسلافه فإنه واصل الطريق إلى أن فاز في الانتخابات العامة. يذكر أن لافوون قد أصدر في الأيام الأخيرة من حكمة بعض قرارات العفو عن دينهارت وكل من له صله من قوات الأمن الوطني بأحداث الانتخابات المبدئية بمقاطعة هارلان وكانت تلك القرارات من جملة 560 قرار عفو أصدرهم لافوون معظمهم للتخفيف من اكتظاظ السجون.

## حياته فيما بعد
كان لافوون قد وعد أثناء حملته الانتخابية بعدم تطلعه إلى منصب أعلى في حالة انتخابه كحاكم لكنتاكي لذا فقد عاد لحياته مجدداً عقب أربعة أعوام من الحكم كما ينص القانون. وصرح لافوون يوم تولي تشاندلر منطب حاكم كنتاكي قائلا«سأتجه إلى ماديسونفيل فوراً عقب الانتهاء من التنصيب واتمنى ان أجد بعض العملاء بمكتب القانون الخاص بي هناك صباح الأربعاء».
بعد وقت قصير من تنصيب تشاندلر أعرب النائب العام بيفرلي فينسنت أن تنتهي ترقيات عقداء كنتاكي بانتهاء فترة الحاكم الذي منحهم تلك الترقيات وقد وقف لافوون مدافعا بشدة عما أصدره هو وأسلافه من ترقيات. قام جيمس يوجين وايس الرئيس المؤقت لمجلس شيوخ كنتاكي بأعمال الحاكم في السابع والعشرين من إبريل عام 1936 عندما كان كلا من تشاندلر ونائبه كين جونسون في مباراة للبيسبول بمدينة سنتاني ويذكر أن وايس قد قام خلال تلك الفترة بترقية السبعة عشر ألف عقيد المسجلين بالخدمة آنذاك.
على الرغم من أن لافوون كان عضواً باللجنة الوطنية الديمقراطية فإنه لم يحضر المؤتمر الوطني واختار يوري وودسون للحضور بالنيابة عنه فإن الاخير رفض فوكل الأمر إلى فريد فنسون. دعم لافوون النائب مارفيل لوجانز في إعادة الانتخابات عام1936 كما كان مندوباً للمؤتمر الوطني الديمقراطي عام 1940 وعلى الرغم من خلافاته مع الرئيس روزفلت أثناء فترة حكم الاخير فإنه دعمه في إعادة انتخاباته.
في فبراير عام 1941 عمل لافوون لمدة ثلاثة أيام كقاض بمحكمة دائرة اتحاد المقاطعة ضاربا بتعليمات الطبيب الذي نصحه بالراحة لمدة اسبوعين بسبب ارتفاع ضغط الدم عرض الحائط. وفي السابع عشر من فبراير عام1941 عاد لافوون من المكتب مبكراً لشعوره بالدوار وهناك من المصادر ما يفيد إصابته بجلطة وبعد القليل من التحسن ساءت حالته مجدداً حتى تُوفي في الأول من مارس عام 1941 في الثالثة إلاعشر دقائق صباحاً  ودُفن بمقبرة جريبفاين بماديسونفيل.